# Saint-Victor-de-Réno
Saint-Victor-de-Réno foi uma comuna francesa na região administrativa da Normandia, no departamento Orne. Estendia-se por uma área de 12,11 km². Em 2010 a comuna tinha 202 habitantes (densidade: 16,7 hab./km²).
Em 1 de janeiro de 2016, passou a formar parte da nova comuna de Longny les Villages.